# Ray Mabus
Raymond Edwin « Ray » Mabus, Jr., né le 11 octobre 1948 à Ackerman (Mississippi), est un homme politique et diplomate américain. Membre du Parti démocrate, il est secrétaire à la Marine de 2009 à 2017.
Ancien directeur du NCIS (Naval Criminal Investigative Service), Mabus fut également le gouverneur du Mississippi de 1988 à 1992 et l'ambassadeur des États-Unis en Arabie saoudite de 1994 à 1996.
Il a fait une apparition caméo dans l'épisode 9 de la saison 7 de la série télévisée NCIS : Enquêtes spéciales, en jouant le rôle d'un agent spécial.

## Sources
- (en) Cet article est partiellement ou en totalité issu de l’article de Wikipédia en anglais intitulé « Ray Mabus » (voir la liste des auteurs).